# KFNB IIa
A KFNB IIa  egy túlhevített gőzű gyorsvonati szerkocsisgőzmozdony-sorozat volt az osztrák Ferdinánd császár Északi Vasútnál (németül: Kaiser Ferdinands-Nordbahn, KFNB).
A Bécsújhelyi Mozdonygyár 1907-ben szállított a KFNB-nek nyolc darab 2’C tengelyelrendezésű ikergépes túlhevített gőzű mozdonyt, melyeket a vasútnál a IIa sorozatba osztottak be és az 1001-1008 pályaszámokat kapták. Ezek a KFNB IId (kkStB 308 sorozat) mozdonyokat váltották, mivel a megnövekedett vonattömegekhez azok már gyengének bizonyultak.
Eredetileg 2'C1 4v jellegű mozdonyokat terveztek beszerezni, ám a Porosz P 8 tapasztalatai alapján 2C túlhevítős mozdony beszerzése mellett döntöttek.
Ebben az időben Ausztriában a túlhevítős mozdonyokkal még nem rendelkeztek megfelelő tapasztalatokkal, ezért az üzemükben sok volt a probléma, amit fokozatosan megoldottak.
A KFNB 1906-os államosítása után az osztrák Császári és Királyi Osztrák Államvasutak (németül österreichen k.k. Staatbahnen, kkStB) a nyolc mozdonyt a kkStB 111 sorozatba osztotta be. A kkStB 210 sorozatot váltották az üzemben. A 111-esek egyenlően elosztva Bécsben és Prerauban voltak használatban.
Az első világháború után valamennyi mozdony a Csehszlovák Államvasutakhoz (ČSD) került ČSD 365.1 sorozatba, ahol 1958-ig selejtezték őket.

## Fordítás
- Ez a szócikk részben vagy egészben  a   KFNB IIa című német Wikipédia-szócikk fordításán alapul.  Az eredeti cikk szerkesztőit annak laptörténete sorolja fel. Ez a jelzés csupán a megfogalmazás eredetét és a szerzői jogokat jelzi, nem szolgál a cikkben szereplő információk forrásmegjelöléseként.